# Dance Movie
Pour plus de détails, voir Fiche technique et Distribution.
Dance Movie (Dance Flick) est un film américain réalisé par Damien Dante Wayans, sorti en 2009.

## Synopsis
Thomas Uncles et Megan White éprouvent tous deux la même passion pour la danse. Thomas est un jeune danseur des rues, Megan est une fille belle et riche. Tous les deux vont alors vivre des mésaventures sur le dancefloor.

## Fiche technique
- Titre : Dance Movie
- Titre québécois : Les fous de la danse
- Titre original : Dance Flick
- Réalisation : Damien Dante Wayans
- Scénaristes : Keenen Ivory Wayans, Shawn Wayans, Marlon Wayans, Craig Wayans, Damien Wayans
- Producteurs : Rick Alvarez, Shawn Wayans, Keenen Ivory Wayans, Marlon Wayans
- Producteurs associé : Michael Tiddes
- Producteurs exécutifs : Richard Vane, Marlon Wayans
- Société de production : Wayans Bros. Entertainment, MTV Films, Paramount Pictures
- Distributeur : Paramount Pictures
- Photographie : Mark Irwin
- Pays : États-Unis
- Genre : Comédie
- Durée : 83 minutes
- Budget : 25 millions $
- Date de sortie : 
  - 22 mai 2009 au Canada et aux États-Unis
  - 28 octobre 2009 en Belgique et en France

## Distribution
- Shoshana Bush (VF : Émilie Rault) : Megan
- Damon Wayans Jr. (VF : Emmanuel Garijo) : Thomas
- Essence Atkins (VF : Fily Keita) : Charité (Charity)
- Affion Crockett (VF : Vincent Barazzoni) : A-Con
- Shawn Wayans (VF : Diouc Koma) : le père du bébé
- Marlon Wayans : Mr. Moody
- Kim Wayans : RMs Dontwannabebothered
- Keenen Ivory Wayans (VF : Jean-Paul Pitolin) : Mr. Stache
- Craig Wayans : Truck
- Chelsea Makela : Tracy Transfat
- George O. Gore II : Ray
- Drake Bell (VF : Olivier Podesta) : Zack

## Parodies
- Little Miss Sunshine (L'audition de Megan au début du film)
- Sexy Dance (scène de danse entre une ballerine et une danseuse de hip hop)
- Street Dancers (scène du début)
- Steppin' (Durant la Battle vers la fin du film, une danse est établie avec des Rollers)
- Footloose : (Thomas, Megan et leurs amis tentent tout pour convaincre leur lycée de maintenir le traditionnel bal de promo)
- Save the Last Dance (entraînement de danse, thème de l'histoire et plusieurs autres scènes)
- Flashdance : La fameuse scène de l'échauffement
- Hairspray : (Le personnage de Tracy)
- Chantons sous la pluie : Thomas improvise une chorégraphie de break-dance sous la pluie mais est perturbé par un orage.
- Dirty Dancing : (Une parodie de ce film est présente dans les scènes coupées)
- Mamma Mia ! : (Une parodie de ce film est présente dans les scènes et peut être vu brièvement dans la bande-annonce)
- Collision : Collision, la scène de l'accident
- Black Snake Moan : (Megan est menottée à un radiateur tandis que Thomas prend l'apparence de Samuel L. Jackson et cite plusieurs répliques du film)
- High School Musical : High School Musical, la scène du match de Basket durant le cours de sport
- Catwoman : Moment de l'accident, on voit Halle Berry en costume de Catwoman
- SuperGrave : SuperGrave (Charity donne à Megan une fausse carte de crédit pour pouvoir entrer dans un bar, dans la légalité de l'âge)
- 1 Night in Paris : (Une cassette vidéo : 1 Night in Megan)
- Ray : (Parmi les étudiants du lycée sur les arts et la musique, on trouve un étudiant qui ressemble à Ray Charles et durant la scène de la cantine, il joue du piano).
- Little Shop of Horror : (L'un des étudiants a pour compagnon de table à la cantine une plante carnivore ; le patron de Thomas et A-Con chante une chanson qui explique son obésité et son addiction pour les pâtisseries).
- Dreamgirls : (La Chanson "And I am telling you i'm not going" est parodiée par le patron de Thomas et A-Con pour expliquer son obésité et son addiction pour les pâtisseries ce qui est une parodie de la plante carnivore amatrice de chair humaine dans Little Shop of Horror)
- Edward aux mains d'argent : (A-Con a deux pistolets à la place de la paume des mains et se fait surnommer "Edward aux flingues d'argent")
- Il était une fois : Enchanted, (Megan établit une chorégraphie avec des animaux : notamment des oiseaux et des souris et la scène du rangement de sa chambre où les animaux honteux de l'entendre chanter comme une casserole lui disent grossièrement de se débrouiller toute seule)
- Coyote Girls (La scène de la soirée au Bar)
- FBI : Fausses blondes infiltrées : White Chicks : (Un policier ayant comme couverture un danseur de hip-hop arrête un rappeur pour avoir fait une chanson décrivant une scène de crime, les amies de Charity et Megan se fait faire de la chirurgie esthétique pour pouvoir entrer dans un club.
- Twilight, chapitre I : Fascination (bal de fin d'année)
- Fame (scène de la cantine)
- Le Secret de Brokeback Mountain (Durant la scène de la cantine, deux cow-boys dansent avec les autres étudiants)
- La Case de l'oncle Tom (Thomas s'inspire du livre pour le nom de sa crew lors de la battle de danse à la fin du film)
- Destination Finale 2 (Sur la banquette arrière de la voiture de la mère de Megan, on voit des fleurs, une pierre tombale et La Mort prévenant la mère de Megan qu'elle est sur le point d'avoir un accident qui va lui coûter la vie et la scène de l'accident où les secouristes sont plus préoccupés à récupérer de l'essence gratuite que sauver la mère de Megan, coincée à l'intérieur de son véhicule).

## Box-office
Box-office Mondial : 26 624 983 $
- Box-Office USA : 25 615 792 $ (+ de 3 600 000 entrées)
- Box-Office France : 5 084 entrées